# Nicolaea opaliana
Nicolaea opaliana is een vlinder uit de familie van de Lycaenidae. De wetenschappelijke naam van de soort werd als Thecla opaliana in 1967 gepubliceerd door Hayward.